# Distrito de Mollepata (Santiago de Chuco)
Mollepata es un distrito (municipio) de la provincia de Santiago de Chuco, ubicada en el departamento de La Libertad, Perú. Según el censo de 2017, tiene una población de 2339 habitantes.
Desde el punto de vista jerárquico de la Iglesia católica, forma parte de la Arquidiócesis de Trujillo.

## Historia
Reconocido como distrito el 25 de abril de 1861 por mandato del Presidente Ramón Castilla, simultáneamente al crearse la provincia de Otuzco, desprendiéndola de la provincia de Huamachuco; que abarcaba una enorme extensión territorial y numerosa población que dificultaba la administración pública. Mollepata se queda en la jurisdicción de la provincia de Huamachuco, conjuntamente con los distritos de Santiago de Chuco, Sartimbamba y Marcabal. El 3 de noviembre de 1900, al crearse la provincia de Santiago de Chuco, desprendiéndose de Huamachuco, Mollepata es considerado como distrito de la nueva jurisdicción, aunque pierde su caserío de Citabamba, el cual fue elevado a la categoría de Distrito.

## Autoridades

### Municipales
- 2023 - 2026
  - Alcalde: Adriano Rubén Narváez Garcia, Movimiento Regional Nueva Libertad
- 2019 - 2022
  - Alcalde: Venancio Bada Polo Valencia
- 2013 - 2014[4]
  - Alcalde: Simón Walter Ávila Lavado, del Movimiento Caseríos para el Trabajo (CPT).
  - Regidores: Javier Tolentino Paredes (CPT), Marter Valverde Narvaez (CPT), Felipe García Paredes (CPT), Zonia Oyeni Rodríguez Paredes (CPT),  Guillermo Saavedra Valverde (Alianza para el Progreso).[5]
- 2007 - 2010
  - Alcalde: Simón Walter Ávila Lavado, del Movimiento Caseríos para el Trabajo (CPT).

### Policiales
- Comisario:   PNP.

### Religiosas
- Arquidiócesis de Trujillo[6]
  - Arzobispo de Trujillo: Monseñor Héctor Miguel Cabrejos Vidarte, OFM.[7]
- Parroquia
  - Párroco: Pbro.   .

## Geografía
Abarca una superficie de 71,2 kilómetros cuadrados y tiene una población de 2339 habitantes. Se encuentra a 231 km de Trujillo, y a una altitud de 2700 m aproximadamente sobre el nivel de mar.
Mollepata cuenta con muchos recursos turísticos arqueológicos y naturales. Su capital es el poblado homónimo. Allí se ubican importantes restos arqueológicos, tres de los cuales han sido reconocidos por el INC: Las Ruinas de Uchus, el Frailón y el Castillo. Cuenta con un Museo del lugar, en el local del colegio. Su templo, cuyos diseños arquitectónicos muestran su antigüedad, ha sido declarado patrimonio histórico por el INC.
Es de relieve accidentado. Cuenta con valles en Chucushbal, Callancas, Añilbamba y la Hacienda, y con zonas templadas desde Samana, Targibal, Succha, hasta Cochamarca. Orocullay y El Tantal son zonas frías. Desde Chiribal hasta Pampa del Cóndor, son punas con abundantes pastizales. Su clima y tierras son favorables para la agricultura y la crianza de ganado. Su río es el Tablachaca.
El pueblo de Mollepata tiene dos quebradas importantes; la Quebrada Negra y la Quebrada de Licán, que tiene pequeñas concavidades en roca (tinajas) que represan el cauce de sus aguas.
Sus pintorescos barrios son acogedores, como Samana, Pirasbamaba, Aractullán, Shirobal, Alto Chagres (Alto de Ollas), Alto Llacuanguna, El Patio, Colpa y la Bajada. Sus caseríos vienen mostrando un importante nivel de desarrollo, tales como La Yeguada, Succha, Huarana (hoy Miraflores) y Cochamarca.
Dentro de sus tierras fecundas destacan: Callancas, Condororgo, Chilcapamba, Targibal, Las Piedras, el Cardón, La Banda, Cuyguyún, Huaragasgón, Nogol, Orocullay, El Tantal. Importantes datos históricos enriquecen su existencia, como el paso de la comitiva de Huáscar (vestigios de los caminos se pueden apreciar en la actualidad); el paso del Ejército Chileno en el Siglo XIX, la visita de Antonio Raymondi.

## Festividades patronales
- San Jerónimo de Mollepata, del 26 al 30 de setiembre
- San Martín de Porres de Mollepata, del 29 de diciembre al 1 de enero
- Santa Rosa de La Pampa de La Yeguada, del 2 al 4 de octubre
- San Martín de El Alto de Chagres, del 5 al 8 de octubre
- San Pedro de Huarana, del 26 al 28 de julio
- Virgen de la Puerta de Cochamarca, del 4 al 7 de diciembre
- Teléfonos de Mollepata: 044 – 830239 / 044-832236